# Polyeder
Et polyeder (flertal: polyedre) er en særlig type rumlig figur. Et polyeder kan bestå af et vilkårligt antal polygoner, dog mindst fire, som hver især kan have en vilkårlig form. Kravet er blot, at fladerne mødes i fælles kanter, så den rumlige figur har en sammenhængende overflade uden huller. 
Ordet "polyeder" kommer af det græske poly = mange (eller flere) og eder = side og kan oversættes som "flersidet". 

## Regulære polyedre
| Tetraeder | Hexaeder | Oktaeder | Dodekaeder | Ikosaeder |

En særlig gruppe af polyedre er de regulære polyedre. Der er kun fem regulære polyedre, også kaldet De Platoniske Legemer.
Tetraeder
Et regulært tetraeder består af fire ligesidede trekanter. Navnet er dannet ud fra det græske ord tetra, som betyder fire.
Heksaeder
Et regulært heksaeder, som er det samme som en terning, er et polyeder med 6 sider, som alle er kvadrater. Navnet er dannet ud fra det græske ord hexa, som betyder seks.
Oktaeder
Et regulært oktaeder består af otte ligesidede trekanter. Navnet er dannet ud fra det græske ord okta, som betyder otte.
Dodekaeder
Et regulært dodekaeder består af tolv regulære femkanter. Navnet er dannet ud fra det græske ord dodeka, som betyder tolv.
Ikosaeder
Et regulært ikosaeder består af tyve ligesidede trekanter. Navnet er dannet ud fra det græske ord ikosi, som betyder tyve.

## Andre polyedre
I vor omverden findes utallige eksempler på polyedre, som ikke er regulære polyedre:
- En pyramide er et polyeder med ligebenede trekanter som sider og en grundflade, som typisk er kvadratisk. Den er den form, vi tænker på, når vi forestiller os en ægyptisk pyramide.
- Diamanter bliver ofte slebet, så hele overfladen udgøres af plane flader, såkaldte facetter. De er eksempler på genstande med form som ikke-regulære polyedre.
- Den Sorte Diamant er en bygning udformet som et polyeder sammensat af firkanter, som ikke er regulære.